# Langitku Rumahku
Langitku Rumahku é um filme de drama indonésio de 1990 dirigido e escrito por Slamet Rahardjo. Foi selecionado como representante da Indonésia à edição do Oscar 1991, organizada pela Academia de Artes e Ciências Cinematográficas.